# Keplers stjärna
Keplers stjärna (även Supernova 1604 och SN 1604) var en stjärna som visade sig vara en supernova. Det var en supernova av typ Ia, som från jorden sett flammade upp den 9 oktober 1604. Under de första dagarna tilltog den något i ljusstyrka, var under en period synlig dagtid, innan den långsamt falnade bort och i början av 1606 blev helt osynlig för blotta ögat. I efterhand har dess maximala skenbara magnitud beräknats till cirka -2,5, vilket är ljusare än Sirius, natthimlens ljusaste stjärna.
1603 var ett år som skulle bjuda på en sällsynt astronomisk/astrologisk begivenhet. För första gången på 800 år skedde en konjunktion mellan planeterna Jupiter och Saturnus. Följande år, på hösten 1604, stod planeterna fortfarande nära varandra i stjärnbilden Ormbäraren och fick då sällskap på himlen av Mars. Mitt i denna astrologiskt betydelsefulla ansamling av planeter flammade plötsligt en ny stjärna, en supernova, upp. Den första observationen gjordes den 9 oktober.
Några trodde att världens undergång var nära, andra att det turkiska imperiet skulle gå under eller att stjärnan förebådade en stor konung.
Även om stjärnan uppkallats efter den store tyske astronomen Johannes Kepler, var det inte han som upptäckte den. En av dem som observerade novan den 9 oktober 1604 var den tjeckiske astronomen Jan Brunowski, som snabbt rapporterade saken i ett brev till sin lärare Kepler. Denne observerade inte novan förrän den 17 oktober, men såg till att författa en bok om fenomenet, De Stella nova in pede Serpentarii (”Om den nya stjärnan i Ormbärarens fot”), där han diskuterade skilda astronomiska och astrologiska aspekter av händelsen. Säkerligen bidrog boken till att stjärnan kom att kallas Keplers nova.
Supernovan, d.v.s. resterna av den, befinner sig ca 6 000 parsec 
(ca 20 000 ljusår) bort. Det är den senaste supernovan i Vintergatan, som vi känner till.